# Domblain
Domblain település Franciaországban, Haute-Marne megyében. Lakosainak száma 83 fő (2022. január 1.). Domblain Fays, Guindrecourt-aux-Ormes, Morancourt, Rachecourt-Suzémont, Valleret és Vaux-sur-Blaise községekkel határos.

## Népesség
A település népességének változása:
| Lakosok száma | 117  | 92   | 89   | 92   | 88   | 84   | 80   | 78   | 77   | 83   |
|               | 1968 | 1982 | 1990 | 2006 | 2013 | 2015 | 2017 | 2019 | 2020 | 2022 |